# Live in Tokyo / 5 Years in a LIVEtime
Live in Tokyo / 5 Years in a LIVEtime es un vídeo casero de 2 DVD lanzado en el 2004 por la banda de metal progresivo Dream Theater. El set contiene la edición digital de los vídeos Images and Words: Live in Tokyo de 1993 y 5 Years in a LIVEtime de 1998, antes disponibles sólo en formato VHS. El contenido de las nuevas ediciones en formato digital es esencialmente el mismo que el de sus homólogos en formato analógico, pero con este lanzamiento se han aprovechado las versatilidades características del formato DVD, resultando en una mejora sustancial en la calidad de audio e imagen. El set también incluye en cada disco una pista de audio de comentarios hechos por los miembros de la banda, que no estaba en los lanzamientos originales en VHS.

## Listado de pistas

### Disco 1

#### En vivo
1. "Under a Glass Moon"
2. "Wait For Sleep"
3. "Surrounded"
4. "Ytse Jam"
5. "To Live Forever"
6. "A Fortune in Lies"
7. "Take the Time"
8. "Pull Me Under"

#### Extras
- Los videoclips de "Pull Me Under", "Take The Time" y "Another Day".
- Entrevistas con los miembros de la banda.
- Detrás-de-las-cámaras de su primera gira.
- Making of de Images and Words.
- Making of de los videoclips.
- Pista de comentarios.

### Disco 2

#### En vivo
1. "Burning My Soul"
2. "Cover My Eyes"
3. "6:00"
4. "Voices"
5. "Damage Inc."
6. "Easter"
7. "Starship Trooper"
8. "Hollow Years"
9. "Puppies On Acid"
10. "Just Let Me Breathe"
11. "Perfect Strangers"
12. "Speak To Me"
13. "Lifting Shadows Off A Dream"
14. "Anna Lee"
15. "To Live Forever"
16. "Metropolis"
17. "Peruvian Skies"
18. "Learning To Live"
19. "A Change of Seasons VII:The Crimson Sunset"

#### Extras
- Los videoclips de "Lie", "The Silent Man" y "Hollow Years".
- Making of de Awake y Falling into Infinity.
- Pista de comentarios.

## Intérpretes
- James LaBrie – Voz
- John Myung – Bajo
- John Petrucci – Guitarras
- Mike Portnoy – Batería
- Kevin Moore – Teclados (disco 1)
- Derek Sherinian – Teclados (disco 2)

## Trivia
- El audio de las presentaciones en vivo para este lanzamiento ha sido remasterizado en sonido Dolby Surround 5.1.

- Datos: Q2919364